# Biologiskt membran

Genomskärning av de strukturer som kan formas av fosfolipider i en vattenlösning.

Ett biologiskt membran är ett membran som bildats i en levande organism. De är bara delvis genomsläppliga för olika molekyler och bildar barriärer inom och mellan cellerna. En form av biologiskt membran är cellmembranet på eukaryota celler. Det består av ett lipidbilager med inbäddade proteiner och proteiner som sitter fast på ytan. 
Proteinerna används för kommunikation och för transport av molekyler och joner från den ena sidan av membranet till den andra. Huvuddelen av lipiderna i det biologiska membranet utgör ett flytande medium där proteinerna kan rotera och röra sig i sidled (längs med membranet) på det sätt som behövs för att de ska kunna fylla sin biologiska funktion. Proteinerna görs ännu mer rörliga i lipidbilagret genom att det finns särskilda lipider som binder hårt till dessa proteiner och vars hydrofoba sidor är inbäddade i lipidbilagret. 
Cellmembranen är inte samma substans som de isolerande vävnader som formas av lager av celler, som slemhinnor, basalmembran eller serösa hinnor. 

## Transport genom membranet

### Passiv diffusion
De flesta polära molekyler har låg löslighet i den lipida mittregionen i membranet. Det gör att membranet har låg genomsläpplighet för sådana molekyler. Den här effekten gäller särskilt starkt för laddade molekyler, som släpps igenom i ännu lägre grad än neutrala polära molekyler. Anjoner har typiskt högre diffusion genom membranet än katjoner. Jämfört med joner har vattenmolekyler relativt lätt att tränga igenom membranet. Det kan man se i fenomenet osmotisk uppsvällning. När en cell eller vesikel med hög inre saltkoncentration placeras i vatten med låg saltkoncentration så sväller den upp och till slut brister den. Det här skulle inte kunna ske om inte vattnet hade någorlunda lätt att passera membranet. Den förvånansvärt stora genomsläppligheten för vatten genom membranet är fortfarande (1996) inte helt klarlagd och debatteras därför aktivt. Små oladdade opolära molekyler diffunderar genom membranet många storleksordningar snabbare än joner och vatten. Detta gäller både fetter och organiskt lösbara ämnen som kloroform och eter. Oavsett hur polära de är diffunderar större molekyler långsammare genom membranet än små molekyler.

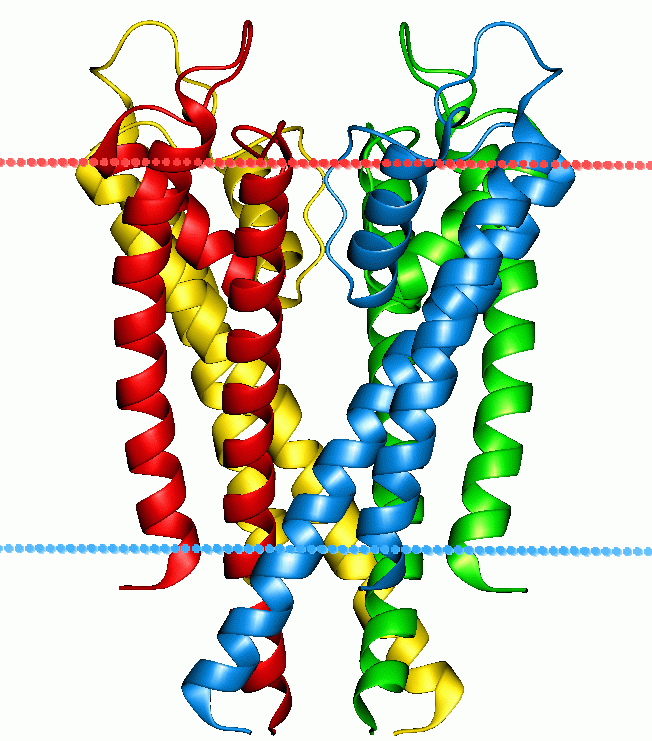
Strukturen för en jonkanal för kalium. Alfahelixbanden löper igenom lipidbilagret och formar ett hål som kalium kan flöda igenom.

### Jonpumparochjonkanaler
Två särskilda klasser av protein hanterar jon-gradienter över membran i naturen, jonkanaler och jonpumpar. Både pumpar och kanaler är inbäddade membranproteiner som är placerade så att de löper igenom membranet. Men deras funktionssätt har betydande olikheter. Jonpumparna är de proteiner som bygger upp och underhåller de kemiska gradienterna med användande av tillförd energi och genom att flytta joner genom membranet i riktning mot deras koncentrationsgradienter till ett område med högre kemisk potential. Energikällan kan vara ATP, till exempel för natrium-kaliumpumpen. Alternativt kan energikällan vara en annan kemisk gradient som redan föreligger, som för natrium-kalciumutbytaren. Det är en sorts jonpump, en protonpump, som cellerna använder för att reglera pH genom att flytta protoner över membranet.  
I motsats till jonpumpar kan jonkanaler inte bygga upp kemiska gradienter. Det är snarare så att de utjämnar gradienterna för att genom det utvinna energi som de kan använda för att utföra arbete eller förmedla en signal. Det mest välkända och bäst studerade exemplet är natriumkanalen, som släpper igenom natrium och som deltar i fortplantningen av aktionspotentialen längs utskotten på neuron. Alla jonpumpar har någon sorts utlösningsmekanism. För natriumkanaler är det förändring av det elektriska fältet som gör att de öppnas, men andra kanaler kan aktiveras av att de binds till en stimulerande molekyl eller av att ett närliggande protein ändrar form.

### Endocytosochexocytos

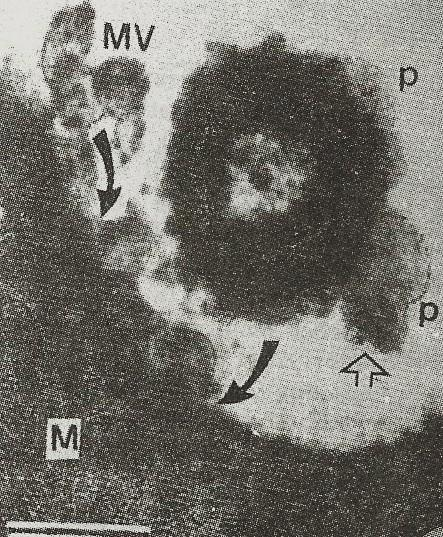
Exocytos av vesiklar i det yttre membranet, som frigörs från inbuktade periplasmiska fickor (p) på ytan av Salmonella 3,10:r:-, en bakterie som smittar människor.

En del molekyler eller partiklar är för stora eller för hydrofila för att kunna passera genom lipidbilagret. Andra molekyler kan passera dubbellagret, men måste transporteras snabbt och i så stora antal att överflyttning genom kanaler inte kan utföras tillräckligt effektivt. I båda dessa fall kan materialet flyttas förbi cellmembranet genom fusion (sammansmältning) av lipidbilager eller avknoppning av vesiklar.  När en vesikel produceras inne i en cell och sedan sammansmälter med cellmembranet så frisläpps innehållet i området utanför cellen. Den här processen kallas exocytos. I den omvända processen buktas ett område av cellmembranet inåt för att till slut klippas av, tillsammans med en liten andel av den vätska som finns utanför cellen. På det sättet transporteras den lilla mängden vätska in i cellen. 
Endocytos och exocytos använder sig av helt olika molekylära maskinerier. Men de två processerna är intimt sammanlänkade och skulle inte kunna fungera var för sig. Det viktigaste beroendeförhållandet handlar om hur processerna påverkar storleken på cellens omgivande membran. I en typisk cell överförs en yta lipidbimembran motsvarande hela cellmembranet av endocytos/exocytos in i och ut ur cellen på en halvtimme. Om de två processerna inte skulle balansera varandra så skulle cellen antingen svälla upp och bli ohanterligt stor eller på kort tid helt förlora sitt cellmembran. 
Exocytos hos prokaryoter: Exocytos ses traditionellt som förbehållet eukaryota celler. Den här föreställningen bröts dock med publicerandet av rönen om nanovesiklar som gramnegativa mikrober producerar och som överför bakteriella signalmolekyler till värdar eller måltavlor för att åstadkomma flera olika effekter som är till fördel för den mikrob som producerar vesiklarna. Sådan exocytos kan till exempel möjliggöra för mikroben att invadera värdorganismens celler. and microbe-environment interactions, in general.

### Elektroporering
Elektroporering är den snabba ökningen i membranets permeabilitet som uppstår när membranet utsätts för ett starkt konstgjort elektriskt fält. I experiment används elektroporering för att introducera hydrofila molekyler i celler. Den här tekniken är särskilt användbar för stora, starkt laddade, molekyler, som DNA, som aldrig skulle kunna diffundera passivt igenom membranets hydrofoba kärnområde. Elektroporering är därför en av nyckelmetoderna för transfektion och transformation. Det har till och med framförts teorier om att elektroporering på grund av blixtnedslag kan vara en process som orsakar naturlig genöverföring.
Den här ökningen av permeabiliteten påverkar i första hand joner och andra hydrerade molekyler, vilket tyder på att verkningssättet är att det skapas vattenfyllda hål i membranet i nanometer-skala.  Trots att både elektroporering och elektriskt sammanbrott uppkommer genom applicerandet av ett elektriskt fält så är de detaljerad mekanismerna i grunden olika. Vid elektriskt sammanbrott joniseras materialet i den dielektriska barriären, vilket skapar ett elektriskt ledande område. Förändringen av materialet är då alltså av kemisk natur. Vid elektroporering, å andra sidan, förändras inte fettmolekylerna kemiskt. De bara flyttas till andra områden i strukturen, så att en por öppnas och kan fungera som en förbindelselänk genom membranet, genom att den är fylld med vatten.